# Tudor (företag)

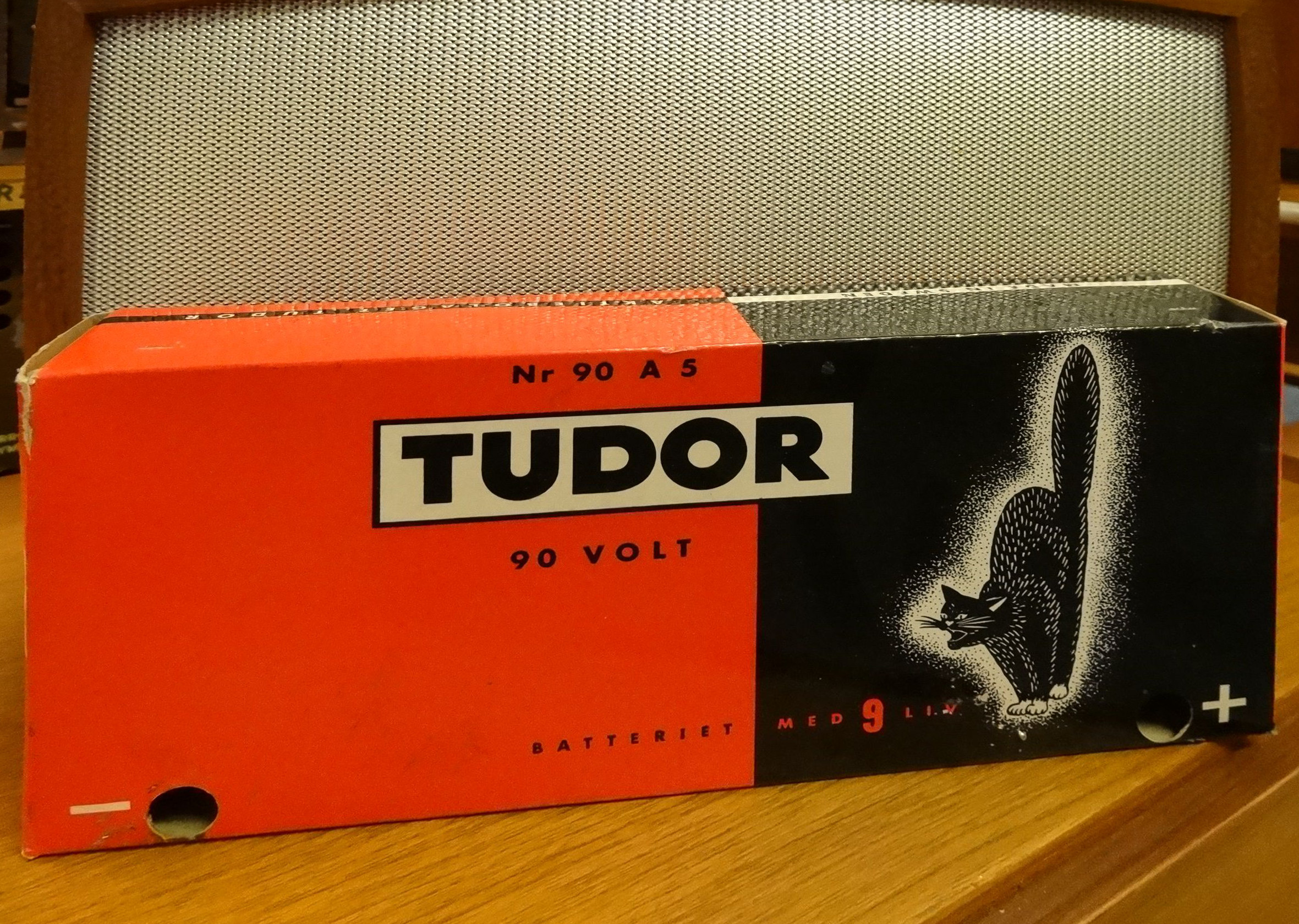
Höljet till ett 90 Volt torrbatteri (anodbatteri) från Pertrixverken i Sundbyberg. Batteriet användes i radioapparater utrustade med elektronrör.

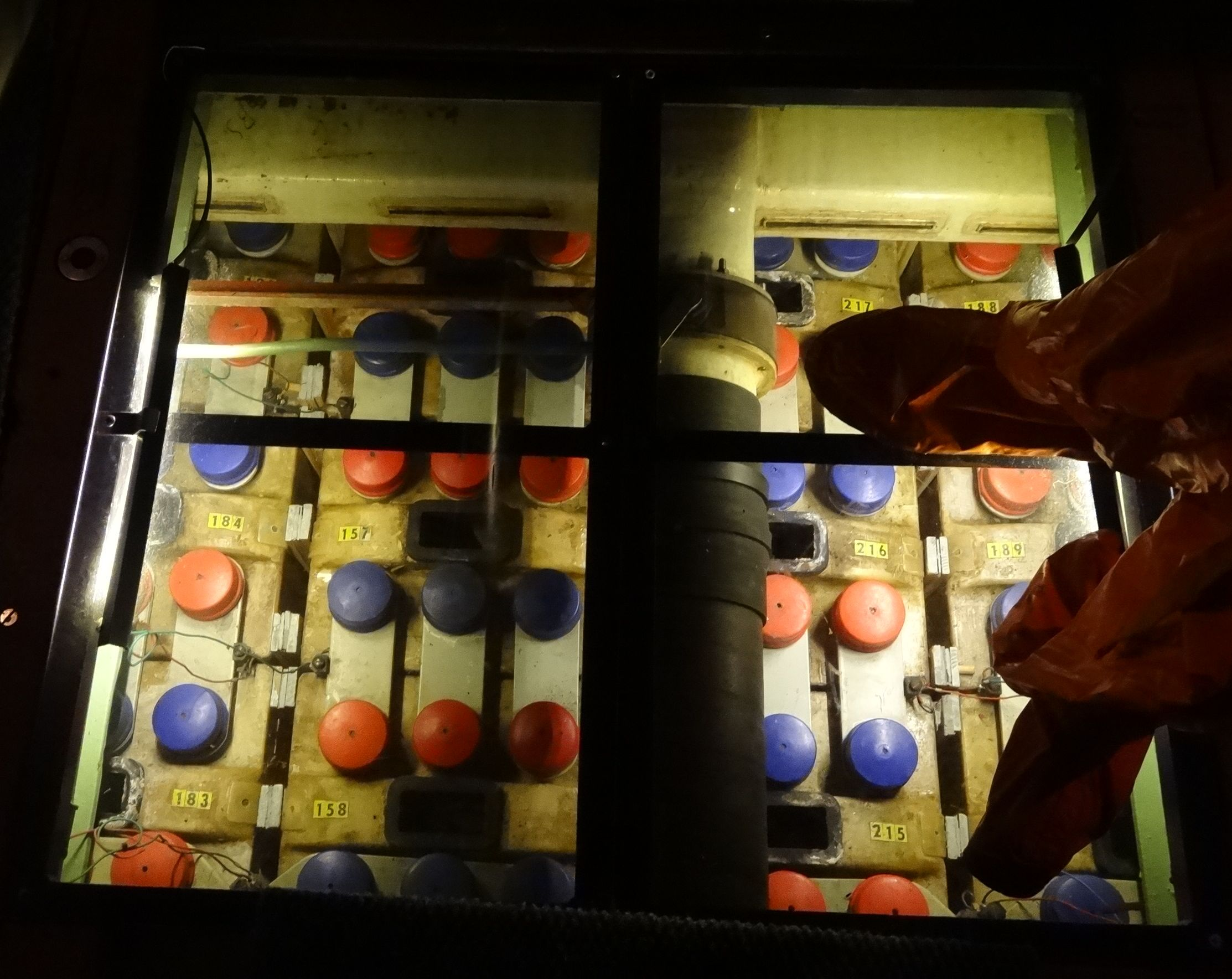
Seriekopplade Tudor-blybattericeller ombord på museiubåten HMS Nordkaparen, Göteborgs Maritima Centrum.

Tudor AB eller Svenska Ackumulator-Fabriks A/B Tudor var ett företag som med början i Nol, Ale kommun från 1914 tillverkade olika typer av blyackumulatorer och torrbatterier.

## Tidig historia
På 1880-talet utvecklade ingenjören Henri Tudor i Luxemburg en metod för framställning av blyackumulatorer (blybatterier). Han inledde ett samarbete med tysken Adolf Müller och 1890 bildades tyska AFA (Accumulatoren-Fabrik Aktiegesellschaft). Försök av AFA att starta produktion i Sverige ägde rum 1898 men satsningen gick i likvidation redan året efter.
1914 bildades Svenska Ackumulator-Fabriks A/B Tudor som dotterbolag till AFA, med huvudkontor på Birger Jarlsgatan 55 i Stockholm. En ackumulatorfabrik anlades i Nol på ett område som tidigare disponerats av Nols Glasbruk och en Konstsilkefabrik, med en ursprunglig arbetsstyrka på fyra  personer. Fabriken låg fem mil från kraftverken vid Trollhättefallen och vid kommunikationslederna Göta älv och Bergslagernas Järnvägar.
Huvudproduktionen var till en början stora stationära batterier, men 1920 levererades det första svenskproducerade ubåtsbatteriet. Fabriken i Nol producerade dessa för ett Tyskland som hade förbjudits egen tillverkning genom Versaillesfreden. Först 1933 återupptog AFA sin produktion av ubåtsbatterier i Tyskland vid sin fabrik i Hagen. 1928 började man även tillverkning av bilbatterier i Nol, då det började bli efterfrågan på bekvämare startmetoder än startvev.
År 1933 startades tillverkning av Tudor-torrelement vid Pertrixverken i Sundbyberg. Tyska Pertrix Chemische Fabrik AG, grundat 1920, var också ett dotterbolag till AFA.

## Om verksamheten
Vid andra världskrigets utbrott var man uppe i 160 anställda, men samma år hade arbetsstyrkan fördubblats för att säkerställa produktion av ubåts- och startbatterier till svenska försvaret. Mot krigets slut upphörde förbindelserna med tyska AFA, och fabriken kom därefter att förvaltas av Flyktkapitalbyrån. År 1947 inköptes fabriken av AGA och vid mitten av 1950-talet var antalet anställda ca 750 personer. Produktionen utökades även med traktionära batterier (främst truckbatterier) och batteriladdare. 
Då höga halter av bly i blodet kan leda till blyförgiftning vidtogs olika åtgärder. Anställdas blod-blyvärde mättes, och noggrann hygien upprätthölls genom att ofta tvätta händer och ansikte. Golven besprutades med vatten för att binda blydamm. Gratis mjölk erbjöds de anställda, vilket ansågs förhindra förgiftning,  och  arbetsrotation infördes mellan bly- och icke-blyarbete. Under 1970-talet investerades ca 9 miljoner kronor i förbättrad arbetsmiljö. Här spelade också fackets representanter en betydelsefull roll. 
Efter olika ägarbyten under 1980-talet köptes Tudor 1994 av amerikanska batteritillverkaren Exide Co. Hösten 2004 fusionerades Exides svenska del och Tudor AB till ett bolag: Tudor AB.
År 2008 bytte företaget namn till Exide Technologies AB, men namnet "Tudor" finns kvar som ett registrerat varumärke på olika blybatteri-produkter.

## Avknoppningar
Verksamheten med tillverkning av batteriladdare och likriktare avknoppades redan 1935 till företaget Kraftelektronik AB.  Efter en brand i Nol-lokalerna i mitten av 1980-talet flyttade företaget från Tudors område till lediga lokaler hos nedlagda Surte glasbruk.
Vid fabriken i Nol lades tillverkningen av blybatterier ner 1999, och endast lagerverksamhet återstod till hösten 2016 då Tudor (Exide) flyttade till nya egna lokaler i Mölnlycke bredvid R40. De nya lokalerna sörjer för distribution till alla nordiska länderna och är också nordiskt huvudkontor. De tidigare produktionslokalerna har övertagits av ETC (Energi Teknik Centrum) Battery and FuelCells Sweden AB, som är ett utvecklingsbolag med intressenter från Ale kommun, flera eneriföretag och högskolor för att ta tillvara kompetens på området batteri- och bränslecellsteknik. Avknoppningar från verksamheten är föreningen Vätgas Sverige, samt företaget Alelion Energy Systems AB  som bland annat tillverkar batteripaket och styrsystem för litiumjonbatteri-celler.

## Övrigt
Skådespelerskan Gunilla Poppe är dotter till dåvarande disponent Erik Sundberg  på Tudor och uppvuxen i Nol.

## Tudorbilder

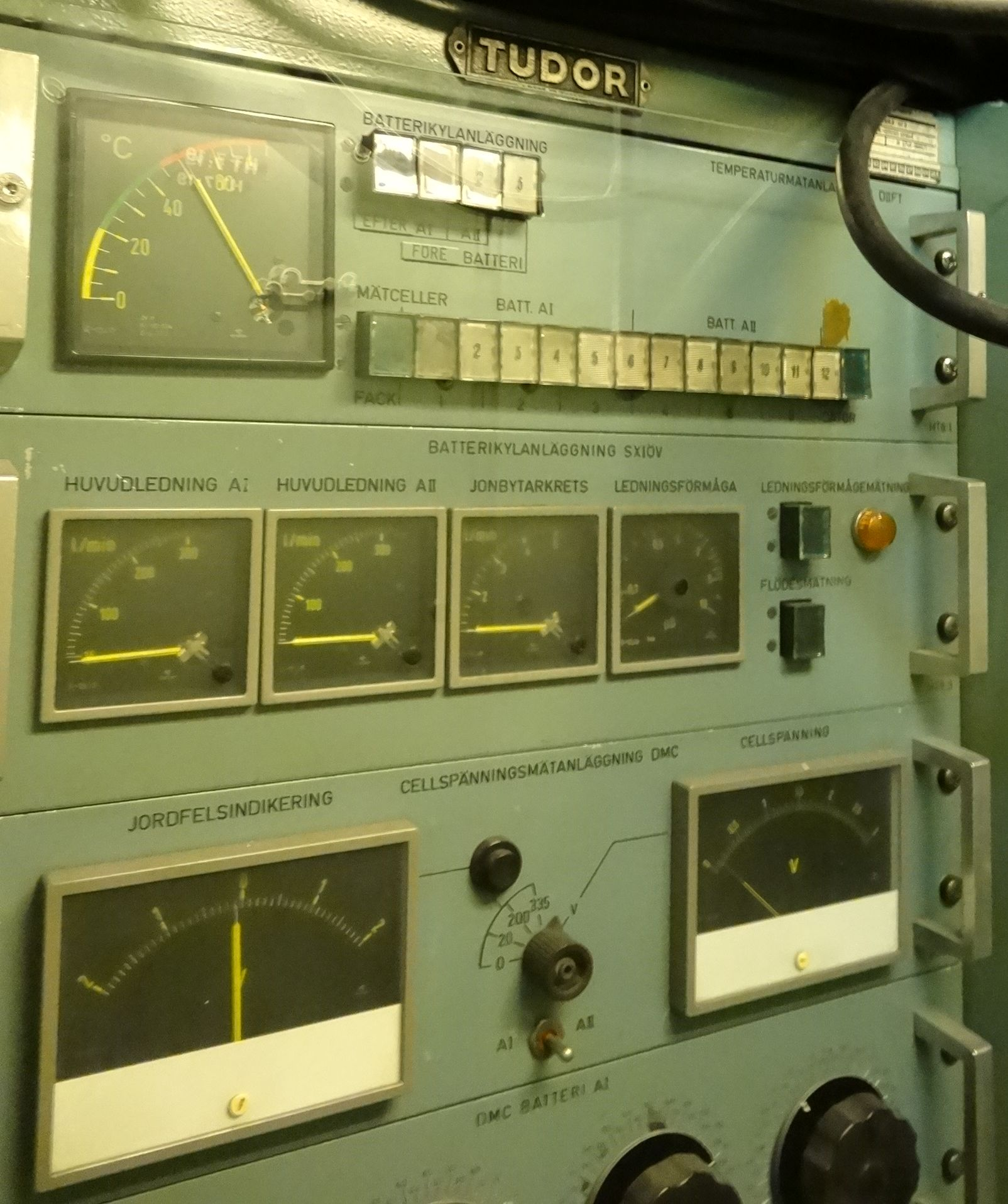
Kontrollpanel för Tudor-ubåtsbattericeller ombord på museiubåten HMS Neptun i ubåtshallen på Marinmuseum i Karlskrona.
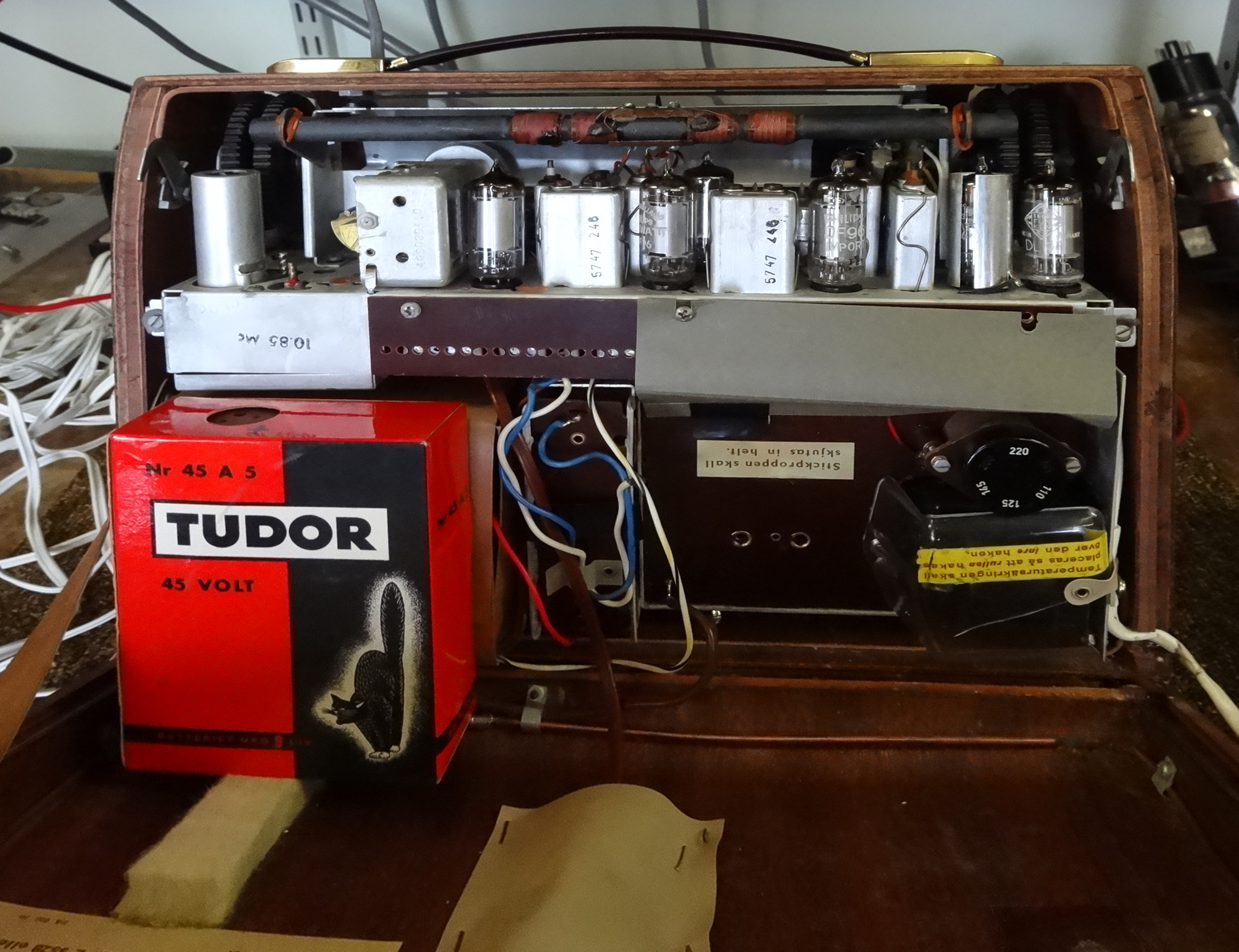
Innanmätet på en Dux reseradio med elektronrör, och med 45V Tudor-anodbatteri som strömkälla.
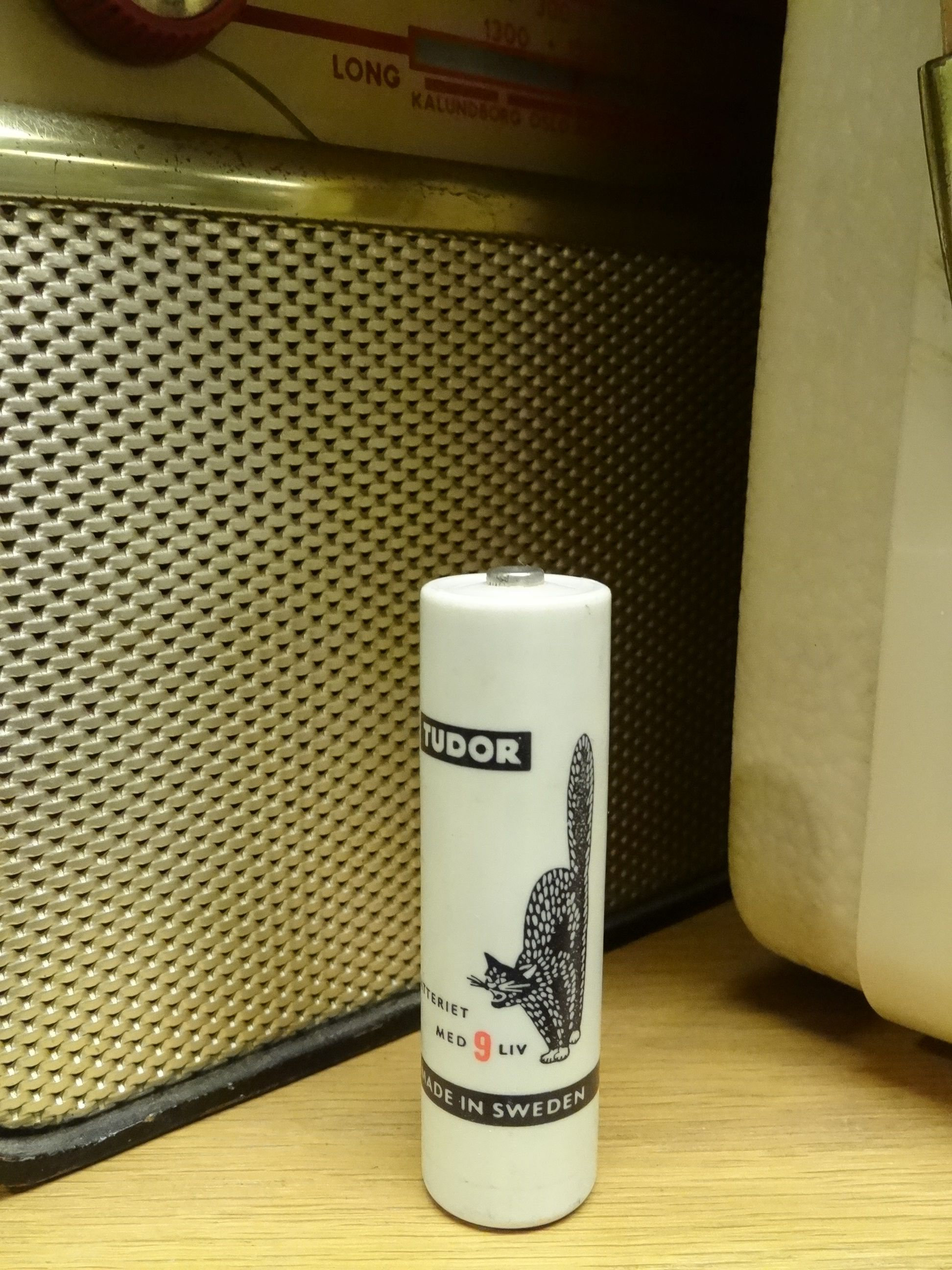
Tudor 3V battericell.